# Matsumyia setosa
Matsumyia setosa är en tvåvingeart som först beskrevs av Tokuichi Shiraki 1930.  Matsumyia setosa ingår i släktet Matsumyia och familjen blomflugor.
Artens utbredningsområde är Taiwan. Inga underarter finns listade i Catalogue of Life.